# Италия на летних Олимпийских играх 1948
Италия была представлена на летних Олимпийских играх 1948 года 213 спортсменами (191 мужчина, 22 женщины), выступившими в состязаниях по 16 видам спорта. Итальянская сборная завоевала 27 медалей (8 золотых, 11 серебряных и 8 бронзовых), что вывело её на 5 место в неофициальном командном зачёте.

## Медалисты
| Медаль  | Спортсмен | Вид спорта           | Дисциплина                                |
| ------- | --- | -------------------- | ----------------------------------------- |
| Золото  | Адольфо Конзолини | Лёгкая атлетика      | Мужчины, метание диска                    |
| Золото  | Джузеппе Мойоли Элио Морилле Джованни Инверницци Франческо Фаджи                                                                                        | Академическая гребля | Мужчины, четвёрки распашные без рулевого  |
| Золото  | Марио Гела | Велоспорт            | Мужчины, спринт                           |
| Золото  | Ренато Перона Фердинандо Теруцци | Велоспорт            | Мужчины, тандем                           |
| Золото  | Пьетро Ломбарди | Борьба               | Мужчины, греко-римский стиль, до 52 кг    |
| Золото  | Паскуале Буонокоре Эмилио Бульгарелли Чезаре Рубини Джеминио Оньо Эрменеджильдо Арена Альдо Гира Джанфранко Пандольфини Марио Майони Туллио Пандольфини | Водное поло          | Мужчины                                   |
| Золото  | Эрнесто Форменти | Бокс                 | Мужчины, до 58 кг                         |
| Золото  | Луиджи Кантоне | Фехтование           | Мужчины, шпага, личное первенство         |
| Серебро | Джузеппе Този | Лёгкая атлетика      | Мужчины, метание диска                    |
| Серебро | Эдера Кордиале-Джентиле | Лёгкая атлетика      | Женщины, метание диска                    |
| Серебро | Амелиа Пиччини | Лёгкая атлетика      | Женщины, толкание ядра                    |
| Серебро | Джованни Стеффе Альдо Тарлао Альберто Ради | Академическая гребля | Мужчины, двойки с рулевым                 |
| Серебро | Рино Пуччи Арнальдо Бенфенати Гвидо Бернарди Ансельмо Читтерио                                                                                          | Велоспорт            | Мужчины, командная гонка преследования    |
| Серебро | Спартако Бандинелли | Бокс                 | Мужчины, до 51 кг                         |
| Серебро | Джованни Цуддас | Бокс                 | Мужчины, до 54 кг                         |
| Серебро | Винченцо Пинтон | Фехтование           | Мужчины, сабля, личное первенство         |
| Серебро | Винченцо Пинтон Карло Туркато Гастоне Даре Мауро Ракка Ренцо Ностини Альдо Монтано                                                                      | Фехтование           | Мужчины, сабля, командное первенство      |
| Серебро | Луиджи Кантоне Марко Антонио Мандруццато Карло Агостони Эдоардо Манджаротти Фьоренцо Марини Дарио Манджаротти                                           | Фехтование           | Мужчины, шпага, командное первенство      |
| Серебро | Саверио Раньо Ренцо Ностини Манлио Ди Роза Джорджо Пеллини Эдоардо Манджаротти Джулиано Ностини                                                         | Фехтование           | Мужчины, рапира, командное первенство     |
| Бронза  | Микеле Тито Энрико Перуккони Карло Монти Антонио Сидди                                                                                                  | Лёгкая атлетика      | Мужчины, эстафета 4 x 100 м               |
| Бронза  | Феличе Фанетти Бруно Бони | Академическая гребля | Мужчины, двойки                           |
| Бронза  | Ромоло Катаста | Академическая гребля | Мужчины, одиночки                         |
| Бронза  | Эрколе Каллегати | Борьба               | Мужчины, греко-римский стиль, до 79 кг    |
| Бронза  | Гвидо Фантони | Борьба               | Мужчины, греко-римский стиль, свыше 87 кг |
| Бронза  | Алессандро Д’Оттавио | Бокс                 | Мужчины, до 67 кг                         |
| Бронза  | Ивано Фонтана | Бокс                 | Мужчины, до 73 кг                         |
| Бронза  | Эдоардо Манджаротти | Фехтование           | Мужчины, шпага, личное первенство         |

## Результаты соревнований

### Академическая гребля
Соревнования по академической гребле на Олимпийских играх 1948 года проходили в гребном центре в Хенли-он-Темс, где ежегодно проводятся соревнования Королевской регаты. Из-за недостаточной ширины гребного канала в одном заезде могли стартовать не более трёх лодок. В следующий раунд из каждого заезда проходили только победители гонки.
Мужчины
| Соревнование | Спортсмены                | Предварительный заезд | Предварительный заезд | Предварительный заезд | Отборочный заезд | Отборочный заезд | Отборочный заезд | Полуфинал | Полуфинал | Полуфинал | Финал  | Финал |
| Соревнование | Спортсмены                | Заезд                 | Время                 | Место                 | Заезд            | Время            | Место            | Заезд     | Время     | Место     | Время  | Место |
| ------------ | ------------------------- | --------------------- | --------------------- | --------------------- | ---------------- | ---------------- | ---------------- | --------- | --------- | --------- | ------ | ----- |
| одиночки     | Ромоло Катаста            | 5                     | NOT                   | 1 Q                   | не участвовал    | не участвовал    | не участвовал    | 1         | 8:05,4    | 1 Q       | 7:51,4 | 3     |
| двойки       | Феличе Фанетти Бруно Бони | 2                     | 7:22,2                | 2                     | 1                | 7:24,6           | 1 Q              | 2         | 7:52,8    | 2 Q       | 7:31,5 | 3     |

### Парусный спорт
Итоговый результат рассчитывался без учёта худшей гонки.
| Класс    | Спортсмены                    | Гонка | Гонка | Гонка | Гонка | Гонка | Гонка | Гонка | Гонка | Гонка | Гонка | Гонка | Гонка | Гонка | Гонка | Очки | Место |
| Класс    | Спортсмены                    | 1     | 1     | 2     | 2     | 3     | 3     | 4     | 4     | 5     | 5     | 6     | 6     | 7     | 7     | Очки | Место |
| Класс    | Спортсмены                    | Место | Очки  | Место | Очки  | Место | Очки  | Место | Очки  | Место | Очки  | Место | Очки  | Место | Очки  | Очки | Место |
| -------- | ----------------------------- | ----- | ----- | ----- | ----- | ----- | ----- | ----- | ----- | ----- | ----- | ----- | ----- | ----- | ----- | ---- | ----- |
| Ласточка | Дарио Салата Ачилле Ронкорони | 12    | 168   | 6     | 469   | 10    | 247   | 2     | 946   | 9     | 293   | 4     | 645   | 9     | 293   | 2893 | 6     |